# Vertrag von Nürnberg
Der Vertrag von Nürnberg zwischen Kaiser Karl V. und Herzog Anton II. von Lothringen wurde geschlossen, um Lothringens Neutralität in dem heraufziehenden neuen Krieg mit Frankreich zu sichern. Er wurde am 26. August 1542 auf dem Reichstag in Nürnberg unterzeichnet und von den Reichsständen besiegelt. Kaiser Karl V. bestätigte den Vertrag am 28. Juli 1543 in Speyer.

## Inhalt
Der Vertrag regelte das rechtliche Verhältnis des Herzogtums Lothringen zum Heiligen Römischen Reich. Kaiser Karl V. räumte Herzog Anton II. von Lothringen im Vertrag von Nürnberg große Selbständigkeit ein und entließ Lothringen aus der kaiserlichen Lehenshoheit. Anton II. verzichtete auf seinen Sitz auf dem Reichstag und erreichte die Freistellung Lothringens vom Reichskammergericht, löste das Land jedoch noch nicht aus dem Reichsverband.

Auszug aus dem Vertrag
| Lateinischer Originaltext | Deutsche Originalübersetzung |
| --- | --- |
| (...) Quicquid autem praedicti nostri consanguinei, Ducis Antonii Majores, Lotharingiae Duces & ipse hactenus a Romanis Imperatoribus, Regibus & Sacro Romano Imperio alias in feudum habuerunt, receperunt, ac tulerunt, idem ipse Dux Antonius, ejusque successores in futurum eodem modo in feudum habebunt, & decenti modo recipient & ferent, in hoc tamen excepto Lotharingiae Ducatu, qui liber & non incorpora(bi)lis Ducatus erit, & manebit semper. (...) | (...) Was aber des bemeldten unsers Schwagers Herzog Anthonien Vor-Eltern Herzogen zu Lothringen / und er bisher von Röm. Kaisern und Königen / und dem heiligen Reich zu lehen gehabt / empfangen und getragen. Daß sollen auch der Herzog Anthoni und seine Erben hinfüro also zu Lehen haben / und wie sich gebührt empfangen und tragen / doch hierin in allweg außgescheiden daß Herzogthum Lothringen / welches ein frei uneingezogen Fürstenthum sein und bleiben soll |

## Folgen
Der Vertrag führte in der Folge zur weitgehenden Loslösung Lothringens vom Heiligen Römischen Reich und leitete den wachsenden Einfluss Frankreichs ein. Bereits der gegen Kaiser Karl V. gerichtete Vertrag von Chambord von 1552 zwischen der protestantischen Fürstenopposition um Moritz von Sachsen und dem König von Frankreich sicherte dem französischen König das Reichsvikariat über die Reichsstädte (und damit faktisch auch die Grenzbistümer) Toul, Verdun, Metz und Cambrai in Lothringen.